# Chúmbale (película de 1968)
Chúmbale es una película de Argentina dirigida por Carlos Orgambide según su propio guion escrito en colaboración con Oscar Viale según la exitosa obra teatral de Oscar Viale que se produjo en 1968 pero quedó inconclusa por los desacuerdos entre la producción, el director y el resto de los intervinientes.
Fue la segunda frustración de Orgambide como director –la primera fue- El hombre y su noche (1958) y recién concretaría su primer largometraje con Queridas amigas en 1979. En 2002 se estrenó el filme del mismo nombre dirigido por Aníbal Di Salvo sobre la referida pieza teatral.

## Reparto
- Santiago Bal
- Marta Bianchi
- Luis Brandoni
- Dringue Farías
- Edgardo Lusi